# Les Moitiers-en-Bauptois
Les Moitiers-en-Bauptois – miejscowość i dawna gmina we Francji, w regionie Normandia, w departamencie Manche. W 2013 roku populacja gminy wynosiła 352 mieszkańców. 
1 stycznia 2017 roku połączono dwie ówczesne gminy: Les Moitiers-en-Bauptois oraz Picauville. Siedzibą gminy została miejscowość Picauville, a nowa gmina przyjęła jej nazwę. 